# Imagry
Imagry est un fournisseur de logiciels de conduite autonome qui a créé un système de conduite sans plan. Il utilise une technologie bio-inspirée qui combine la perception en temps réel basée sur la vision et l'intelligence artificielle (IA) basée sur l'apprentissage par imitation pour un réseau de prise de décision de conduite qui peut être installé sur les voitures particulières ainsi que sur les bus autonomes,,.

## Histoire
Imagry a été fondée en 2015 et se spécialise dans le secteur automobile depuis 2018. Début 2019, Imagry a mis en ligne la première version de son logiciel de conduite autonome sans plan. Le premier financement de l'entreprise a été obtenu en mai 2016. À ce jour, l'entreprise a levé des fonds à hauteur de 46 millions de dollars au total.
En 2023, Imagry a remporté un appel d'offres pour fournir le premier bus autonome en Israël, déployé dans le plus grand centre médical du Moyen-Orient (Sheba Tel HaShomer City of Health), suivi d'un deuxième appel d'offres pour le premier bus autonome sur une route publique en Israël.
L'entreprise a également conclu un partenariat avec Continental pour intégrer une partie de la technologie d'Imagry dans la solution Continental Autonomous Parking,. En 2023, l'entreprise a reçu le Software Sensor Award de l'ICA (Innovation Connectivity Autonomous).
En 2023, Imagry a reçu le prix 2023 Enabling Technology Leadership Award de Frost & Sullivan - identifiée comme la meilleure de sa catégorie dans l'industrie européenne des solutions de conduite autonome.

### Activités
Imagry est spécialisée dans la fourniture de technologies de conduite sans plan adaptées aux véhicules autonomes de niveau 3-4. Le logiciel de la société est conçu pour fonctionner indépendamment des spécifications matérielles, en utilisant des caméras à spectre visible (VIS) à haute résolution. Le logiciel d'Imagry fonctionne en temps réel et s'appuie sur un réseau de perception basé sur la vision, ce qui élimine le besoin de cartes haute définition (HD),.
Imagry est basée à San Jose, en Californie, et dispose d'un centre de développement supplémentaire à Haïfa, Israël. Depuis 2019, elle exploite une flotte de véhicules équipés de son logiciel de conduite autonome sur des routes publiques aux États-Unis, en Allemagne, au Japon et en Israël.
Eran Ofir est le PDG d'Imagry.

### Technologie
Imagry collecte et traite les informations périphériques provenant de plusieurs caméras installées sur le véhicule. Ces données sont envoyées à un ordinateur dans le véhicule dont le but est d'effectuer, en temps réel, les actions qui permettront au véhicule de conduire de manière autonome. Cette technologie s'appuie sur des capteurs économiques, ce qui élimine la nécessité d'une connexion satellite permanente ou d'investissements importants dans la cartographie numérique en haute définition des routes et des villes,.
La solution Imagry utilise l'apprentissage automatique, l'IA, les DCNN spatiaux (Deep Convolutional Neural Networks) et la reconnaissance d'images pour planifier le mouvement du véhicule.